# Pseudepipona breviventris
Pseudepipona breviventris är en stekelart som beskrevs av Giordani Soika. Pseudepipona breviventris ingår i släktet Pseudepipona och familjen Eumenidae. Inga underarter finns listade i Catalogue of Life.